# Руслан Абдулгані
Руслан Абдулгані (індонез. Roslan Abdulgani); 24 листопада 1914, Сурабая — 29 червня 2005, Джакарта) — індонезійський державний і політичний діяч.
Активний учасник боротьби за незалежність країни від Нідерландів. Керівник оргкомітету конференції в Бандунзі 1955 року. Міністр закордонних справ Індонезії в 1956—1957 роках, міністр-координатор у 1963—1966 роках (у 1963—1964 роках поєднував цю посаду з посадою міністра інформації). У 1966 році — віце-прем'єр. Один з керівників Національної партії Індонезії.

## Ранні роки життя
Народився 24 листопада 1914 року в місті Сурабая, адміністративному центрі провінції Східна Ява в забезпеченій яванській родині незнатного походження. Батько — власник магазину і невеликого таксопарку, мати, яка мала релігійну освіту, давала приватні уроки ісламського богослов'я. За спогадами Р. Абдулгані, саме його мати, бувши переконаною прихильницею незалежності країни від голландських колонізаторів, виховала в ньому прихильність до національно-визвольних ідей.

## Освіта, початок суспільно-політичної діяльності

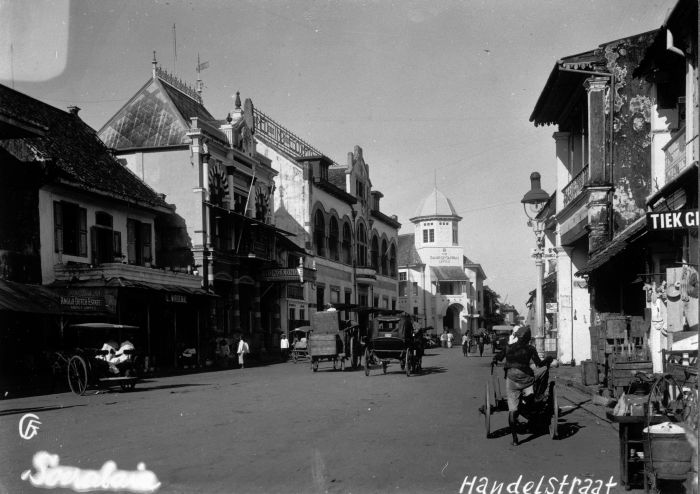
Сурабая початку 1920-х років — часів дитинства Р. Абдулгані

У ранньому дитинстві здобув домашню освіту з релігійним ухилом.
У 1920—1928 роках навчався в сурабайській міській школі для тубільців, у 1928—1932 роках — у голландській початковій школі, в 1932—1934 роках — у голландській середній школі. Останню не закінчив — його виключили за участь у діяльності націоналістичних молодіжних гуртків.
У 1938 році навчався в Сурабаї на курсах бухгалтерії і діловодства, у 1940-му — на курсах нотаріата.
За власним визнанням, мріяв про військову кар'єру, проте не зміг вступити до училища офіцерського складу Королівської голландської Ост-Індської армії, керівництво якого віддавало перевагу юнакам з аристократичних тубільних сімей.
Брати участь у діяльності різних молодіжних націоналістичних об'єднань почав наприкінці 1920-х років. 1934 року очолив організацію «Молода Індонезія» (індонез. Indonesia Muda), що діяла в Сурабаї.
У 1936—1942 роках викладав у народній школі, брав участь в організації кооперативного руху на сході Яви.

## Діяльність під час японської окупації та становлення незалежності Індонезії
Після окупації Індонезії в лютому — березні 1942 року збройними силами Японії Р. Абдулгані, як і більшість інших активістів націоналістичного руху, пішов на співпрацю з японцями, вважаючи їх тактичними союзниками індонезійців у боротьбі проти Нідерландів. Увійшов до складу сформованої японцями тубільної адміністрації Сурабаї, зайнявши в ній посаду керівника економічного управління. Окупаційна адміністрація направляла його на курси підвищення кваліфікації апаратних працівників до Джакарти.
При цьому продовжував роботу в низці патріотичних об'єднань, співпрацював з редакцією націоналістичного журналу «Бакті» (індонез. Bakti). На початку 1945 року очолив організацію «Молоде покоління Індонезії» (індонез. Angkatan Muda Indonesia), на чолі якої перебував у момент проголошення незалежності Республіки Індонезії 17 серпня 1945 року.
На початковому етапі війни за незалежність Індонезії 1945—1949 років, отримавши звання капітана, обіймав різні командно-штабні посади в східнояванських підрозділах збройних сил республіки. Входив до складу індонезійсько-британської комісії, що забезпечувала контакт між індонезійським ополченням і військами Великої Британії, які висадилися на Східній Яві.
1946 року вступив до лав Національної партії Індонезії (індонез. Partai Nasional Indonesia), членство в якій зберігав до кінця президентства Сукарно (регулярно обирався до складу керівної ради партії, у різні періоди був заступником її голови).

## Діяльність за часів президентства Сукарно (1945—1967 роки)
У 1946 році призначений керівником служби інформації провінції Східна Ява, в 1947-му — генеральним секретарем (першим заступником міністра) міністерства інформації Республіки Індонезії, яке тоді (до початку 1949 року), як і більшість урядових установ Республіки Індонезії, перебувало в Джок'якарті — тимчасовій столиці країни. 19 грудня 1948 отримав серйозне поранення під час голландського авіанальоту на Джок'якарту.

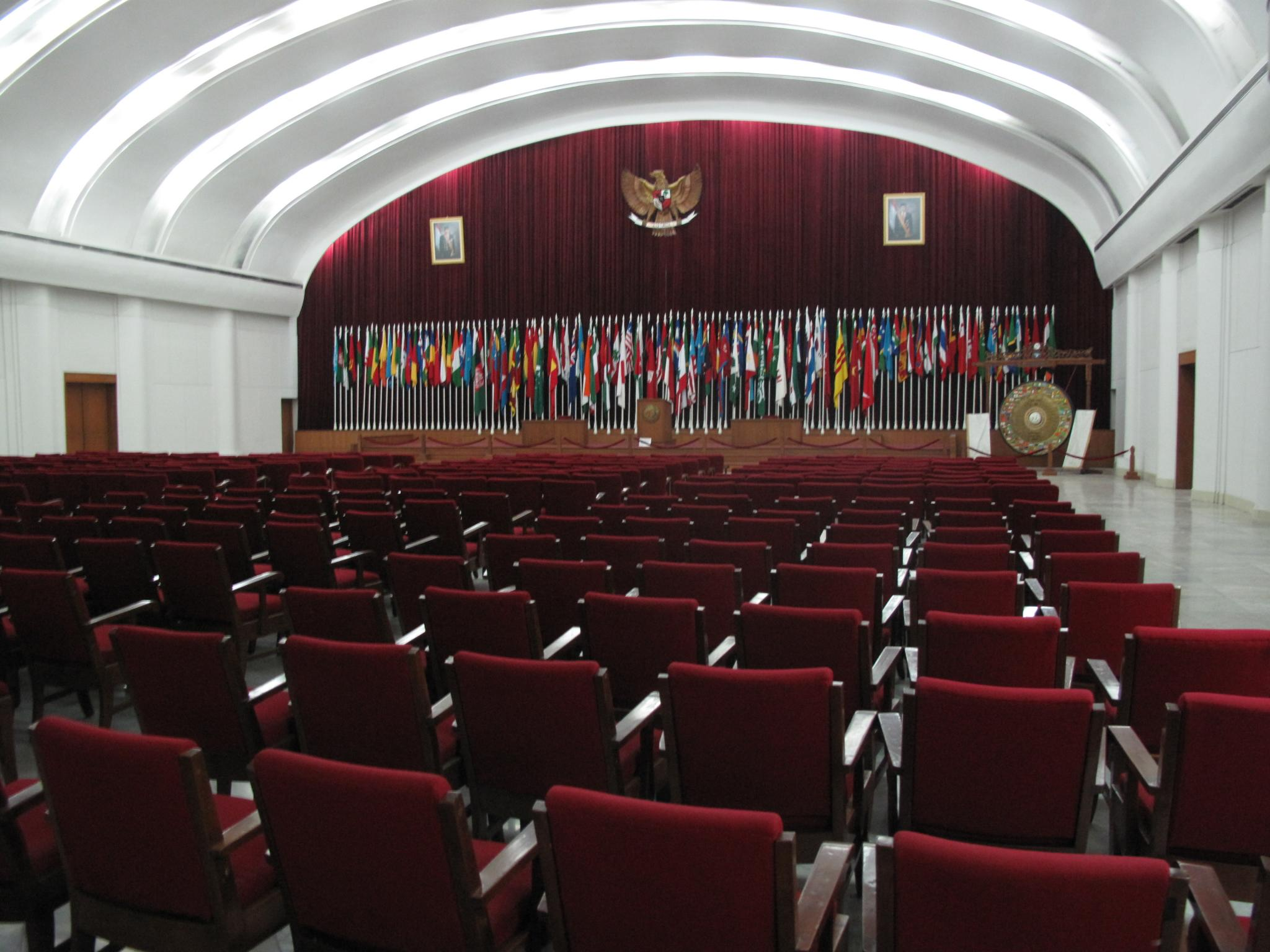
Зал пленарних засідань Бандунгської конференції

Від березня 1954 до березня 1956 року — генеральний секретар міністерства закордонних справ. Перебуваючи на цій посаді виконував обов'язки голови організаційного комітету Бандунзької конференції країн Азії та Африки, що проходила від 18 до 24 квітня 1955 року.
З березня 1956 року по березень 1957-го — міністр закордонних справ. На цій посаді продовжував лінію, спрямовану на консолідацію організованого руху країн, що розвиваються, який згодом оформився в Рух неприєднання.
Успішне проведення Бандунгської конференції, ефективна праця на чолі МЗС — зокрема заради реалізації сукарновської ідеї забезпечення лідерства Індонезії серед країн, що розвиваються, сприяли зміцненню як міжнародного авторитету Р. Абдулгані, так і його позицій у владних колах Індонезії, особистій прихильності до нього Сукарно.
Водночас ці ж обставини зумовили насторожене ставлення до нього консервативного військового керівництва країни, орієнтованого переважно на США і Захід. Військові обґрунтовано вважали Р. Абдулгані одним з лідерів ліберальної громадянської політичної еліти, яка суперничала з ними в боротьбі за вплив на президента, намагались його дискредитувати. Наприклад, 13 серпня 1956 року під час поїздки по Західній Яві його затримали за наказом начальника місцевого військового округу, який висунув проти нього звинувачення в корупції. Невдовзі, однак, його звільнили після коротких урядових дебатів і особистого розпорядження президента Сукарно. Проведене згодом розслідування довело безпідставність звинувачень.
З березня 1957 по липень 1959 року перебував на посаді заступника голови Національної ради (індонез. Dewan Nasional) — тимчасового дорадчого органу, який заснував Сукарно незадовго до розпуску парламенту — Ради народних представників — у липні 1957.
З липня 1959 по березень 1962 року — заступник голови Вищої дорадчої ради (індонез. Dewan Pertimbangan Agung), іншого консультативного органу, відтвореного Сукарно (короткий час існував у перші місяці незалежності, до 1959 не збирався, скасований у 2003 році). Фактично керував повсякденною діяльністю цієї структури, що діяла при номінальному головуванні президента. Паралельно в той же період обіймав посаду міністра без портфеля у складі уряду.
Брав активну участь у формуванні зовнішньополітичної лінії під час індонезійсько-нідерландської боротьби за Західний Іріан у 1960—1962 роках. Примітно, що у виданій 1998 року книзі голландських істориків Боба де Граафа (нід. Bob de Graaff) і Кіса Вібеса (нід. Cees Wiebes) «Вілла Маархізе: Історія Служби зовнішньої розвідки» (нід. Villa Maarheeze: De Geschiedenis van de Inlichtingendienst Buitenland) міститься твердження про тодішню співпрацю Р. Абдулгані з нідерландськими спецслужбами, яку, само собою, він сам категорично спростовує.
Від листопада 1963 до березня 1966 року — міністр-координатор (тобто, старший міністр, який курирує роботу декількох міністерств), відповідальний за питання публічної політики та зв'язків з громадськістю. До серпня 1964 року за сумісництвом займав пост міністра інформації. У 1964 році отримав від військового керівництва країни почесне звання генерала.
З березня по липень 1966 року — віце-прем'єр, відповідальний за політичні питання.

## Діяльність за часів президентства Сухарто (1967—1998 роки)
Після гострої внутрішньополітичної кризи 1965—1967 років, що завершилася відставкою президента Сукарно і встановленням військового режиму на чолі з генералом Сухарто, позиції Р. Абдулгані виявилися істотно ослаблені, проте він, на відміну від низки інших соратників Сукарно, не був звільнений з державної служби і, більше того, залишився потрібний новій владі як досвідчений дипломат. У вересні 1967 року його призначено постійним представником Індонезії при ООН. Працював на цій посаді до 1971 року.
У 1971 році призначений головою Комітету з вивчення, пропаганди і захисту державної ідеології «Панчасіла» — консультативного органу при президентові, що відповідає за ідеологічну роботу, у тому числі за масову агітацію і пропаганду. Перебував на цій посаді протягом 22 років — до 1993 року. Після відставки з поста голови Комітету у зв'язку з похилим віком до 1998 зберігав у ньому посаду почесного консультанта, після чого увійшов до складу Дорадчої ради борців за незалежність (індонез. Badan Pembinaan Perintis Kemerdekaan), який об'єднував ветеранів національно-визвольного руху.

## Діяльність у постсухартовський період (1998—2005 роки)
Після відставки президента Сухарто в травні 1998 року Р. Абдулгані неодноразово виступав зі стриманою критикою військового режиму, а також курсу Б. Ю. Хабібі, який змінив Сухарто на посаді глави держави. Скептично сприймав і дії чергового президента країни — Абдуррахмана Вахіда, обраного в жовтні 1999 року. При цьому Абдулгані відкрито підтримував президентські амбіції старшої дочки Сукарно Мегаваті Сукарнопутрі, лідера Демократичної партії боротьби Індонезії, при якій зайняв посаду політичного радника.
Від 2000 до 2004 року був членом Ради з державних нагород при президентові. Обрання Мегаваті Сукарнопутрі в липні 2001 року президентом Індонезії сприяло зростанню авторитету відставного політика й уваги до нього з боку ЗМІ.
29 червня 2005 року Р. Абдулгані помер від наслідків перенесеного за рік до того інсульту і пневмонії. Похований з військовими почестями на джакартському меморіальному кладовищі Калібата (місце поховання героїв війни за незалежність і видатних державних діячів). На поминальній церемонії в будинку Абдулгані були присутні президент Індонезії Сусіло Бамбанг Юдойоно, віце-президент Юсуф Калла, більшість найвизначніших політичних і громадських діячів країни.
|                                               | Руслан Абдулгані був бійцем, дипломатом, державним діячем. І нам усім варто йти за його правилом - ніколи не відгукуватися погано ні про кого.... |
| — Сусіло Бамбанг Юдойоно, президент Індонезії | |

## Родина
У 1938 році Р. Абдулгані одружився зі Сіхваті Навангвулан (індонез. Sihwati Nawangwulan), з якою познайомився 1932 року під час спільної роботи в організації «Молода Індонезія». У шлюбі прожили 63 роки — до смерті дружини у 2001 році. Мав п'ятьох дітей. Старша дочка Ретноваті Абдулгані-Кнапп (індонез. Retnowati Abdulgani-Knapp) написала книгу спогадів про батька, яка вийшла англійською мовою в Сінгапурі у 2003 році — «Мрія, що зникає: Історія Руслана Абдулгані та Індонезії» (англ. A Fading Dream: The Story of Roeslan Abdulgani and Indonesia).